# Територіальні претензії в Антарктиці

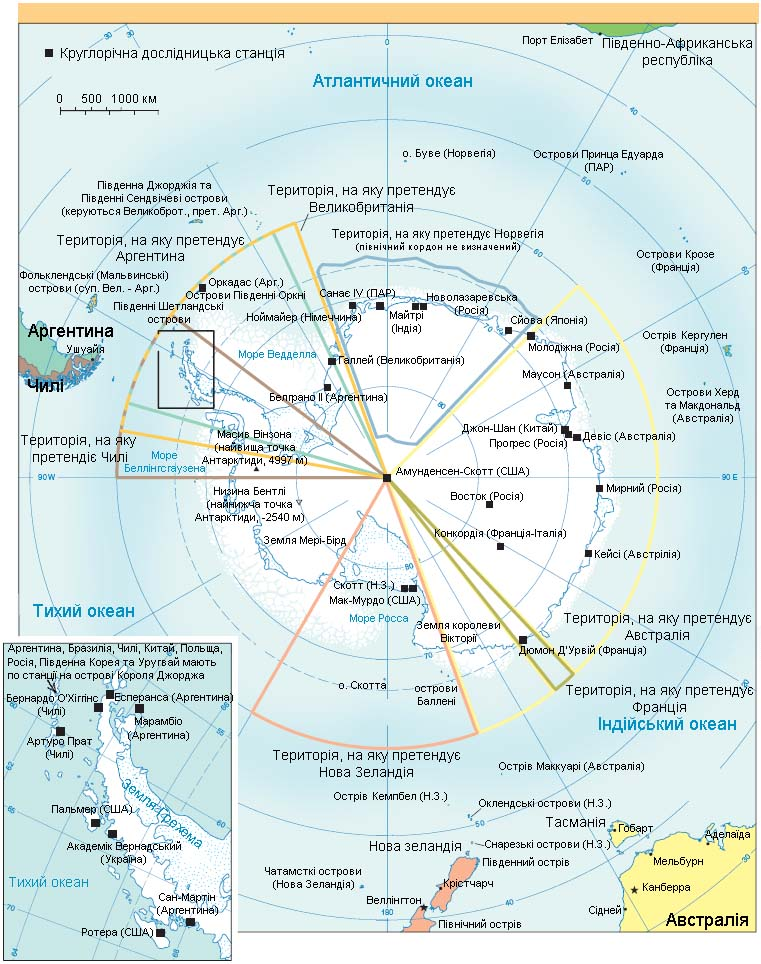
Претензії на території Антарктики

На сьогодні сім країн мають претензії на вісім територій Антарктики. Як правило, ці країни розміщають на цих землях свої науково-дослідні станції.
Вважається, що Міжнародна Антарктична Угода відкладає чи призупиняє ці претензії. Однак Стаття IV цієї угоди, в якій вони регламентуються, вказує лиш на те, що документ не стосується раніше заявлених претензій.
У ній вказано:
- Підписання Угоди не є відмовою від попередніх територіальних претензій.
- Угода не стосується претензій, заснованих на діяльності держав на території Антарктики.
- Угода не стосується права держав визнавати (чи не визнавати) інших територіальних претензій.

Угода регламентує нові претензії:
- Жодна діяльність після 1961 року в Антарктиці не є підставою для територіальної претензії.
- Жодної нової претензії заявляти не можна.
- Жодна з претензій не може розширюватися далі на інші території.

Радянський Союз і США зарезервували за собою право на нові вимоги, а надалі від них не відмовлялися (навіть Росія після розпаду СРСР), тож вони мають право на претензії й в майбутньому, якщо того забажають.
Претензії на території нижче 60° паралелі визнані лише країнами, які їх висунули. А проте, їх іноді відображають на картах Антарктики — та це не означає їх офіційне визнання.
Всі такі території, за винятком острова Петра I (див. нижче) є секторами, межі яких проходять по меридіанах. Щодо паралелей, північна межа усіх секторів, за винятком норвезького, є 60° паралель, яка не проходить через жодну ділянку суші, континенту чи острова, і також є північною межею Міжнародної Антарктичної Угоди. Південні межі усіх секторів, не враховуючи норвезького, сходяться в одну точку, Південний полюс.

## Список антарктичних територій
Загальна площа Антарктики — 52 500,0 тис. км², у тому числі суша — 14 109,6 тис. км²
| Прапор                         | Територія                           | Пред'явник претензії           | Межі                                                       | Дата                                                  | Карта                                                 |
| ------------------------------ | ----------------------------------- | ------------------------------ | ---------------------------------------------------------- | ----------------------------------------------------- | ----------------------------------------------------- |
|                                | Земля Аделі                         | Франція                        | від 142°2′ сх. до 136°11′ сх.                              | 1924                                                  |                                                       |
|                                | Аргентинська Антарктида             | Аргентина                      | від 25° зх. до 74° зх.                                     | 1943                                                  |                                                       |
|                                | Австралійська антарктична територія | Австралія                      | від 160° сх. до 142°2′ сх. і від 136°11′ сх. до 44°38′ сх. | 1933                                                  |                                                       |
|                                | Антарктична провінція Чилі          | Чилі                           | від 53° зх. до 90° зх.                                     | 1940                                                  |                                                       |
|                                | Британські антарктичні території    | Велика Британія                | від 20° зх. до 80° зх.                                     | 1908                                                  |                                                       |
|                                | Земля Королеви Мод                  | Норвегія                       | від 44°38′ сх. до 20° зх.                                  | 1939                                                  |                                                       |
| Острів Петра I                 | від 68°50′ пд. 90°35′ зх.           | Норвегія                       | 1929                                                       |                                                       |                                                       |
|                                | Територія Росса                     | Нова Зеландія                  | від 150° зх. до 160° сх.                                   | 1923                                                  |                                                       |
| Вільна від претензій територія | Вільна від претензій територія      | Вільна від претензій територія | від 90° зх. до 150° зх. (за винятком острова Петра I)      | від 90° зх. до 150° зх. (за винятком острова Петра I) | від 90° зх. до 150° зх. (за винятком острова Петра I) |

До 1962 року Британськими антарктичними територіями називалися Фолклендські острови, а також Південна Джорджія і Південні Сандвічеві острови. Та після підписання Антарктичної Угоди землі Антарктики стали зватися заморськими володіннями. Південна Джорджія та Південні Сандвічеві острови залишилася залежною територією, приналежною Фолклендським островам, аж до 1985 року, коли вони також стали окремим заморським володінням.

### Взаємні претензії
| Держави                          | Території |
| -------------------------------- | --------- |
| Аргентина, Велика Британія       | 25°W–53°W |
| Аргентина, Чилі, Велика Британія | 53°W–74°W |
| Чилі, Велика Британія            | 74°W–80°W |

Південні Оркнейські острови потрапляють до претензій, заявлених Аргентиною і Великою Британією; а Південні Шетландські острови бажають бачити своєю територією одночасно Аргентина, Чилі та Об'єднане Королівство.

### За межами 60° південної широти
Декілька територій знаходяться на невеликій відстані від Антарктики:
- Буве
- Французькі Південні і Антарктичні Території
- Острів Херд і острови Макдональд
- Принц Едвард (острови)

- Південна Джорджія та Південні Сандвічеві Острови

## Історичні претензії
| Прапор | Територія   | Пред'явник претензії | Межі                   | Дати      |
| ------ | ----------- | -------------------- | ---------------------- | --------- |
|        | Нова Швабія | Німеччина            | від 20° сх. до 10° зх. | 1939–1945 |